# De Klaagzang van de Verloren Gewesten
De Klaagzang van de Verloren Gewesten is een fantasystripreeks naar een scenario van Jean Dufaux. Meerdere tekenaars hebben de strip getekend. Binnen de reeks zijn vier cycli te onderscheiden, waarvan de derde en vierde cyclus nog lopen en nieuwe delen van verschijnen. De vier delen van de eerste cyclus werden getekend door Grzegorz Rosiński, de vier delen van de tweede door Philippe Delaby, de delen van de derde en vierde daarna (die gelijktijdig worden uitgebracht) door Béatrice Tillier en Paul Teng. 
Hoofdthema van deze stripreeks is de eeuwige strijd tussen goed en kwaad. In de eerste cyclus vertegenwoordigt de jonge Sioban het goede en Lord Blackmore het kwade. Ditzelfde thema zien we terug in de andere cyclussen waarin de Genaderidders het goede vertegenwoordigen en de Heksen het kwade.
De omgeving waarin de verhalen zich afspelen doen sterk aan de vroege middeleeuwen denken, waarbij veel elementen zijn opgenomen uit de Engelse, Schotse, Welshe en Ierse mythologie. Desalniettemin wordt er geen enkele link gelegd naar Groot-Brittannië of Ierland. Er wordt gesproken van Eruin Duela. 

## Geschiedenis van de serie
Het verhaal van De Klaagzang van de Verloren Gewesten was oorspronkelijk bedoeld als een one-shot, verdeeld over twee albums. Het eerste deel verscheen in 1993. Bedenker en schrijver van de serie Dufaux, die bij ieder afgerond album vaak amper weet wat er in het volgende album staat te gebeuren, maakt er een vierluik van samen met tekenaar Rosinski. De eerste cyclus wordt sinds het uitkomen van de tweede cyclus ook wel de cyclus Sioban genoemd.
Voor een prequel werd de inmiddels overleden Philippe Delaby aangezocht die eveneens vier delen tekende. Het vierde deel Sill Valt was onvoltooid toen Delaby in 2014 overleed. Platen 34 tot 54 werden getekend door Jeremy. Chronologisch gezien komen deze verhalen voor de door Rosinksi getekende cyclus. In deze nieuwe reeks verhalen, die zich afspeelt vóór de geboorte van Sioban staan de Genaderidders centraal, die onkwetsbaar zijn voor wapens. In de eerder verschenen reeks werden zij nog aangeduid als Genaderuiters. Hoofdpersoon is Seamus, de Genaderidder die aan Sioban's zijde vocht in de eerste cyclus. Hij is nog een novice en krijgt zijn eerste opdracht toevertrouwd van zijn meester Sill Valt.
In 2015 werd tekenaar Tillier verantwoordelijk gemaakt voor weer een nieuwe verhaallijn. Een prequel waarin de Heksen centraal staan en vooraf gaat aan de serie rond de Genaderidders. Halverwege deze cyclus startte tekenaar Paul Tent in 2021 met een vierde reeks waarin we lezen hoet het Sioban vergaat na afloop van haar avonturen uit de eerste cyclus. 

## Sioban
De eerste cyclus is vernoemd naar de hoofdpersoon Sioban, dochter van koning Wulff. Zij moet diverse moeilijkheden overwinnen om de troon van 'Ered Luin', waar zij recht op heeft, te herwinnen. Naast de tegenkoning Bedlam, die over duivelse krachten beschikt, krijgt Sioban te maken met de kwaadaardige  edelvrouw Gerfaut die streeft naar een huwelijk tussen Sioban en haar zoon. Haar tegenstanders maken veelvuldig gebruik van helse krachten. Zij staat niet alleen in haar strijd en krijgt hulp van de genaderidder Seamus.
De vader van Sioban vader werd door zijn tegenstrever Bedlam, die gebruik maakte van duistere krachten, verslagen te Nar Lynch, een landstreek die daarna door dezelfde duistere krachten in bezit werd genomen en sindsdien door iedereen verlaten. De klaagzang is de roep om wraak en gerechtigheid voor de dode krijgers van Wulff de Witte Wolf en Sioban zal die roep beantwoorden.

## Genaderidders
De tweede cyclus, dit keer met tekenaar Philippe Delaby, ging van start in 2004. Deze cyclus bestaat uit vier delen.
Deze reeks kreeg als subkop De Genaderidders. Het speelt zich wel nog in hetzelfde universum af, maar voor de cyclus van Sioban. Zij kwamen al voor in de vorige cyclus en ook het hoofdpersonage in deze reeks, Seamus, was er in de vorige reeks al bij. Doordat deze reeks zich chronologisch voor de eerste reeks afspeelt, is Seamus dus jonger.
In de vorige reeks zijn de genaderidders onkwetsbaar. In deze reeks is daar minder van te merken. Seamus wordt enkele keren gewond en ook enkele andere genaderidders sterven in deze reeks. De onkwetsbaarheid van de genaderidders wordt uitgelegd in het album Fee Sanctus. Hierin laat de tekenaar zien hoe een novice een genaderidder wordt. Zij moeten kiezen uit drie bekers: één beker gevuld met de chil van een morigane, één beker gevuld met het gif van een nartag en in de andere beker zit een druppel van de Heer. Het is de laatste beker die gekozen moet worden om een genaderidder te worden. Op dat moment ziet degene die er van drinkt een helder wit licht. In het verhaal wordt dit omschreven als: de materie verdwijnt en in een flits kan je alle zielen doorgronden.
Seamus zag tijdens dit moment een bloedend hart bij Sill Valt. Volgens hem betekent dit dat Sill Valt binnenkort gaat sterven.

## Albums
| Nummer | Titel               | Verschenen | Cyclus        |
| ------ | ------------------- | ---------- | ------------- |
| 1      | Sioban (stripalbum) | 1993       | Sioban        |
| 2      | Blackmore           | 1994       | Sioban        |
| 3      | Vrouwe Gerfaut      | 1996       | Sioban        |
| 4      | Kyle van Klanach    | 1998       | Sioban        |
| 1b     | Moriganen           | 2004       | Genaderidders |
| 2b     | De Guinea Lord      | 2008       | Genaderidders |
| 3b     | Fee Sanctus         | 2012       | Genaderidders |
| 4b     | Sill Valt           | 2014       | Genaderidders |
| 1c     | Blackhead           | 2015       | Heksen        |
| 2c     | Inferno             | 2018       | Heksen        |
| 3c     | Regina Obscura      | 2022       | Heksen        |
| 4c     | Onbekend            | Onbekend   | Heksen        |
| 1d     | Lord Heron          | 2021       | De Sudenna's  |
| 2d     | Aylissa             | 2022       | De Sudenna's  |
| 3d     | Seamus' waanzin     | 2023       | De Sudenna's  |
| 4d     | Lady O'Mara         | 2025       | De Sudenna's  |